# Bob Guyette
Robert Guyette, detto Bob (Ottawa, 29 agosto 1953), è un ex cestista statunitense, professionista in Spagna.

## Carriera
È stato selezionato dai Kansas City Kings al terzo giro del Draft NBA 1975 (49ª scelta assoluta), ma non ha mai giocato nella NBA.